# Szczypta
Szczypta określa ilość substancji sypkiej (cukru, soli kuchennej, pieprzu itp.) mieszcząca się między palcami: kciukiem i wskazującym.
W przepisach kulinarnych i gospodarstwie domowym szczypta jest jedną ze zwyczajowych jednostek miary masy lub objętości. Miara ta jest nieprecyzyjna, bowiem ilość substancji, którą można uchwycić w dwa palce bardzo zależy od rodzaju tej substancji – przede wszystkim od wielkości ziaren, a także od wielkości palców osoby, która tę substancję chwyta.
Przyjąć można w dużym przybliżeniu, że szczypta drobnoziarnistej soli to około ćwierć grama (20-24 szczypt w łyżeczce), ale już cukru rafinowanego – około pół grama (10-12 szczypt na łyżeczkę) lub nieco mniej (1/3 g).
Nazwa pochodzi od czasownika "szczypać", ponieważ branie szczypty przypomina szczypanie sypkiej substancji.